# Tarantang (Harau)
Tarantang is een bestuurslaag in het regentschap Lima Puluh Kota van de provincie West-Sumatra, Indonesië. Tarantang telt 2161 inwoners (volkstelling 2010).